# Дани крагујевачке књиге
Дани крагујевачке књиге (скраћено ДКК) је традиционална манифестација која се организује током фебруара, у циљу представљања делатности издавачких кућа из Крагујевца и околних шумадијских места.

## Историјат
Манифестација „Дани крагујевачке књиге” је покренута 2013. године са идејом да обезбеди континуирани прилив књижне и некњижне завичајне грађе без условљавања законском регулативом, као и ради подсећања ствараоца и издавача на обавезу достављања локалног обавезног примерка. Манифестацију прати изложба књижне (монографске публикације из различитих области, зборници, стручна литература, албуми, фотомонографије и серијске публикације: часописи и новине) и некњижне грађе (плакати, позивнице, разгледнице, фотографије, CD/DVD-ије) објављене у претходној години. Представља мотив завичајним ствараоцима да учествују у реализацији основне идеје манифестације која се огледа у вредновању, подстицању и афирмисању завичајности књижевног стваралаштва и осталих облика уметничког изражавања кроз фотографије, карикатуре и музику, као и колекционарство и друге хобије који обогаћују завичајну културну баштину. Дани крагујевачке књиге су прерасли у Дане крагујевачке културе. Одржавају се у Народној библиотеци „Вук Караџић” Крагујевац од 1. до 25. фебруара. Мото манифестације садржан је у цитату завичајног аутора Слобе Павићевића: „У Крагујевцу највише волим људе који воле свој град. За педесет година очекујем да ће Крагујевац бити мера Шумадије. То значи да Шумадија буде најуређеније домаћинство Србије, а Крагујевац буде њена гостинска соба”.